# Choirokoitia
Choirokoitia è un sito archeologico nell'isola di Cipro, nel Mar Mediterraneo. Il sito, che risale al Neolitico ed è uno dei più importanti del Mediterraneo orientale, è stato inserito nel 1998 nell'elenco dei Patrimoni dell'umanità dell'UNESCO.
Porphyrios Dikaios scoprì il sito di Choirokoitia nel 1934 e portò avanti sei campagne di scavo fino al 1946, a nome del Dipartimento per le Antichità. Ulteriori scavi vennero condotti nel corso degli anni settanta ma furono interrotti a causa dell'invasione turca dell'isola. Gli scavi vennero ripresi solo nel 1977 da parte di un gruppo francese. Il sito è stato abitato dal VII millennio a.C.|VII al IV millennio a.C.

## Il sito
L'insediamento di Choirokoitia si trova sul pendio di una collina nella valle del fiume Maroni, a circa 6 chilometri dalla costa meridionale di Cipro. Gli abitanti praticavano una forma di agricoltura e allevamento di sussistenza. Si trattava di un villaggio fortificato, separato dal mondo esterno per mezzo di grandi mura di pietra (spesse fino a due metri e mezzo e alte fino a tre metri), che lo circondavano su ogni lato tranne che dalla parte del fiume. Probabilmente vi erano altri punti di accesso attraverso le mura, ma non ne resta alcuna traccia.

## Gli edifici
Gli edifici all'interno della cinta muraria consistevano in strutture circolari ammassate le une sulle altre. Queste costruzioni avevano spesso una base in pietra e raggiungevano proporzioni notevoli mediante l'aggiunta di ulteriori strati di pietre. Il loro diametro esterno varia fra 2,3 e 9,2 metri, mentre quello interno varia fra soli 1,4 e 4,8 metri. Recentemente è stato ritrovato un tetto collassato di forma piatta, che ha smentito l'ipotesi precedentemente avanzata che i tetti delle case fossero di forma sferica.
Le divisioni interne di ogni capanna variavano a seconda dell'utilizzo. Si pensa, in base a ritrovamenti archeologici, che alcune di queste costruzioni fossero dotate di un piano superiore, sorretto da pilastri. La teoria più comunemente accettata è che ognuna di queste costruzioni fosse una sorta di stanza, che tutte fossero raggruppate intorno ad un cortile centrale aperto, e che il loro complesso formasse l'unità abitativa.

## Gli abitanti
Con ogni probabilità la popolazione del villaggio non superò mai le poche centinaia di unità; gli uomini avevano un'altezza media di circa 1,60 metri e le donne di circa 1,50. La mortalità infantile doveva essere molto alta e l'Speranza di vita alla nascita raggiungeva a stento i 22 anni. Gli uomini più anziani avevano probabilmente 35 anni e le donne 33, e i morti venivano sepolti in posizione rannicchiata al di sotto del pavimento delle case. A volte sono stati trovati nelle tombe resti di offerte di cibo, il che lascia supporre che ci fosse una qualche forma di culto dei morti.
Questa società, la più antica che si conosca sull'isola di Cipro, era ben organizzata, soprattutto nell'agricoltura (principalmente cereali), allevamento (cervi, pecore, capre e maiali) e raccolta dei frutti che crescevano spontaneamente nella foresta nei pressi del villaggio (principalmente pistacchi, fichi, olive e prugne).
Per ragioni sconosciute, intorno al 6000 a.C., il villaggio venne improvvisamente abbandonato. Sembra che il sito sia rimasto disabitato per 1.500 anni fino allo stanziamento di un altro gruppo, appartenente alla cultura di Sotira.